# Rivière à la Scie
Pour les articles homonymes, voir Scie (homonymie).
La rivière à la Scie est un affluent de la rive sud du fleuve Saint-Laurent. Ce cours d'eau se déverse dans la ville de Lévis et coule entièrement dans le territoire de la ville de Lévis, dans la région administrative de Chaudière-Appalaches, au Québec, au Canada.

## Géographie
Les principaux bassins versants voisins de la rivière à la Scie sont :
- Côté nord : fleuve Saint-Laurent ;
- Côté est : ruisseau Rouge, rivière des Couture ;
- Côté sud : rivière Etchemin ;
- Côté ouest : rivière Etchemin.

La rivière à la Scie prend sa source à la route Monseigneur Bourget, au nord du plée de Beauharnois et au sud de la zone Grande Plé Bleu laquelle chevauche les secteurs Pintendre et Saint-Joseph-de-la-Pointe-de-Lévy, dans la ville de Lévis. Cette source entourée de milieux humides est située près d'une pisciculture à :
- 4,3 km à l'est du centre du village de Pintendre ;
- 6,8 km au nord du centre du village de Saint-Henri.

La rivière à la Scie coule en zone agricole ou urbaine, plus ou moins en parallèle (côté est) à la rivière Etchemin. À partir de sa source, la rivière à la Scie coule sur 15,2 km selon les segments suivants :
- 3,8 km vers l'ouest, jusqu'à la route 173 qui traverse le village de Pintendre ;
- 6,5 km vers le nord-ouest, en serpentant jusqu'à l'autoroute 20 qu'elle traverse à l'est de la sortie 321 ;
- 1,7 km vers le nord-ouest, en serpentant jusqu'à la confluence de la rivière des Couture (venant de l'est) ;
- 3,2 km vers l'ouest, jusqu'à sa confluence.

La confluence de la rivière à la Scie est située sur la rive sud de l'estuaire fluvial du Saint-Laurent, dans le secteur de Saint-Télesphore. Cette confluence est située à 0,9 km à l'est de la confluence de la rivière Etchemin, à 3,9 km à l'est de la confluence de la rivière Chaudière et à 5,3 km à l'ouest de la traverse Lévis-Québec.

## Toponymie
Le bois ayant servi à la construction du couvent des Ursulines de Québec a été prélevé sur les rives de la rivière à la Scie. Une scierie fut construite dans cette zone en 1706 par Georges Regnard Duplessis, le sixième seigneur de Lauzon. Il n'est pas déraisonnable de croire que l'appellation de la rivière évoque cette scierie. En 1776, Henry Caldwell, alors locataire de la seigneurie, entreprit à son tour, au même endroit, la construction un moulin à farine lequel comportait des magasins, ainsi qu'un entrepôt de la farine et des logements pour les travailleurs.
Le toponyme Rivière à la Scie a été officialisé le 5 décembre 1968 à la Commission de toponymie du Québec.